# Reichsstraße 387
Die Reichsstraße 387 (R 387) war bis 1945 eine Staatsstraße des Deutschen Reichs, die vollständig auf 1939 annektiertem polnischem Gebiet lag. Sie verlief, in Posen beginnend, auf der Trasse der heutigen Droga ekspresowa S11 über das in Burgstadt umbenannte Kórnik, Środa Wielkopolska (deutsch: Schroda), Jarocin (Jarotschin), Pleszew  (Pleschen) und von dort weiter auf der Trasse der heutigen Droga krajowa 12 nach Kalisz (Kalisch) und von dort nach Sieradz (ab 1941 Schieratz). Hier traf die Straße auf die Reichsstraße 388.
Ihre Länge betrug bis Sieradz rund 172 Kilometer.